# Sládkovičovo
Sládkovičovo, ungarisch Diószeg (1945 bis 1948 slowakisch Diosek; deutsch Diosek) ist eine Kleinstadt in der Westslowakei mit 5386 Einwohnern (Stand 31. Dezember 2024).

## Lage
Sie liegt im Donautiefland im Südwesten der Slowakei und wird von den Flussläufen der Gidra im Osten und des Stoličný potok (deutsch Komitatskanal) bzw. des Čierna voda (deutsch Schwarzwasser) im Westen umflossen. Das Stadtzentrum liegt auf einer Höhe von 120 m n.m. und ist sieben Kilometer von Galanta sowie etwa 50 Kilometer von Bratislava entfernt.

## Geschichte

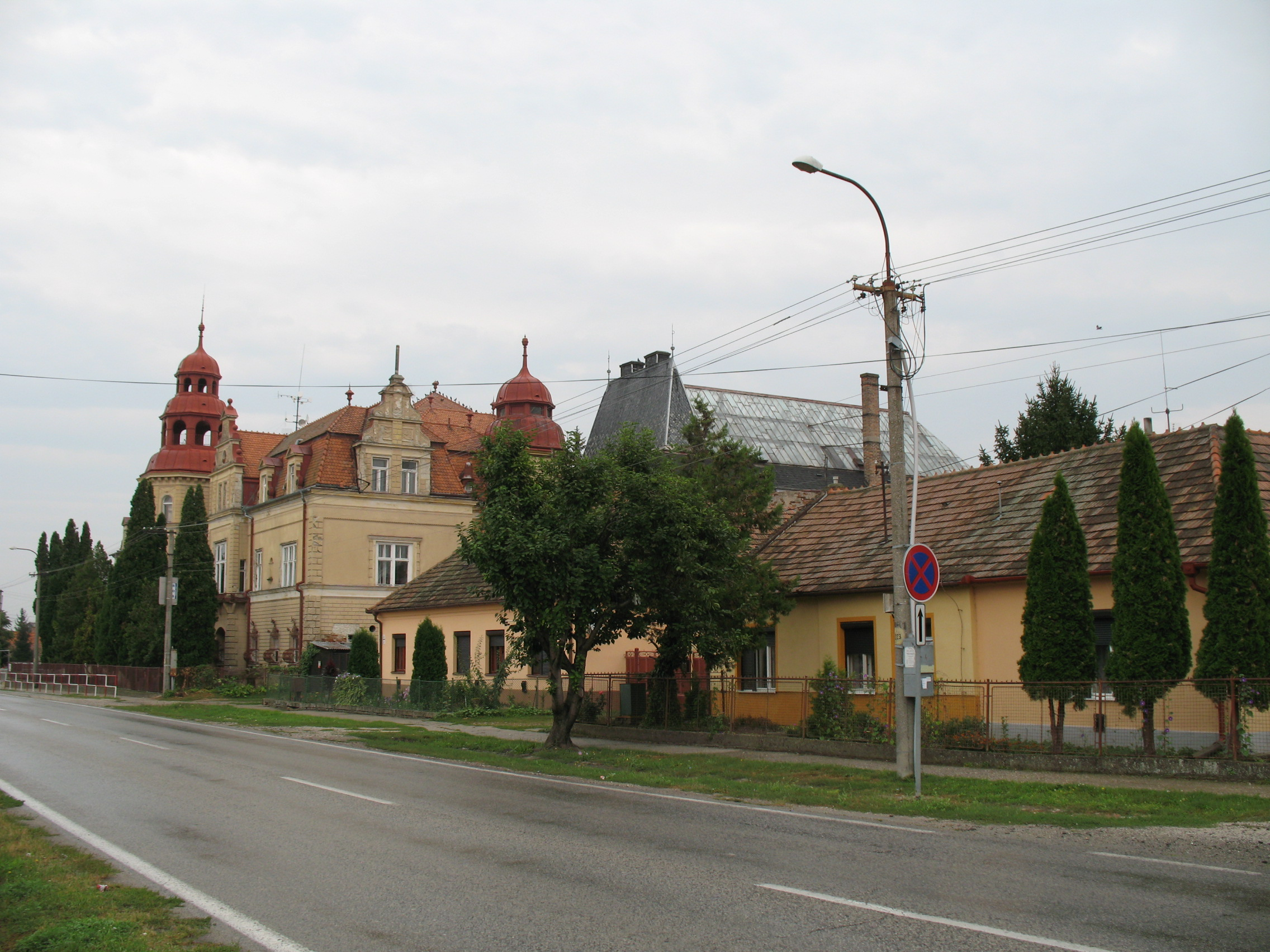
Schloss

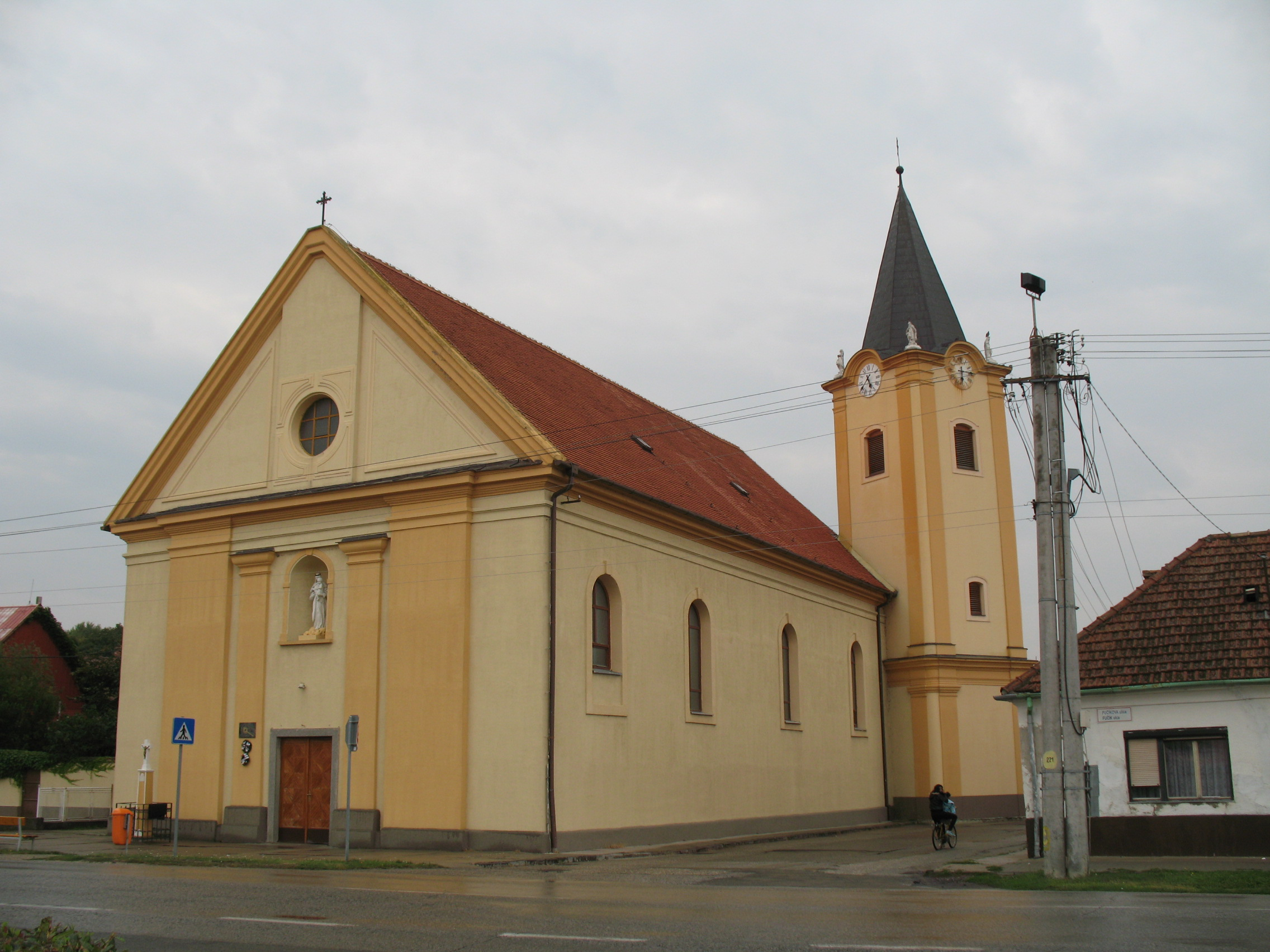
Kirche

Der Ort wurde 1252 zum ersten Mal erwähnt und befand sich vermutlich in einem Waldgebiet mit vielen Nussbäumen. Danach wechselte er mehrmals den Besitzer und wurde 1530 durch die Türken heimgesucht und verwüstet. Die stark in Mitleidenschaft gezogene Gegend kam in den Besitz der Kirche, danach es kaufte das Geschlecht der Erdődys, später gehörte es den Esterházys.
1582 erhielt der Ort das Stadtrecht und genoss einen gewissen Reichtum durch die Lage am Königsweg (Via Regia), welche es ihr erlaubte, einen Jahrmarkt abzuhalten und einen Wegezoll zu erheben.
1786 kam es durch Joseph II. zur Ansiedlung deutscher Siedler (vorwiegend Bauern und Handwerker) und in der Folge entstanden die zwei Nachbarsiedlungen Deutsch-Diosek und Ungarisch-Diosek. In der Folge wechselte auch die Herrschaft des Ortes zum Geschlecht der Zichys. 1850 kam es zum Bau der Eisenbahnstrecke von Budapest nach Pressburg und die Stadt bekam einen Bahnhof, welcher zum wirtschaftlichen Aufschwung des Ortes beitrug. So entstand 1867 eine große Zuckerfabrik. 1870 wurde auch der Stadtstatus erneuert.
Bis 1850 lebten Deutsche und Ungarn nebeneinander, danach wanderten viele deutsche Familien aus bzw. wurde der Ort magyarisiert. Infolge der zwei Weltkriege und landwirtschaftlicher Katastrophen kam es bis 1945 zu einer starken Veränderung der Bevölkerung. 1944/45 wurden die Juden im Ort deportiert, 1946 dann die restliche deutsche Bevölkerung vertrieben. 1947 kam es zur Zwangsumsiedlung der ungarischen Bevölkerung in die tschechischen Landesteile, diese wurde aber gestoppt und größtenteils rückgängig gemacht. Heute leben etwa 38 Prozent Ungarn in der Stadt, der Rest ist vorwiegend slowakisch.
Um auch den nicht slawisch genug erscheinenden Namen zu tilgen, wurde die bis 1948 slowakisch Diosek benannte Stadt zu Ehren des slowakischen Dichters Andrej Sládkovič in „Sládkovičovo“ umbenannt.
Bis 1918 gehörte sie zum Königreich Ungarn und kam dann zur neu entstandenen Tschechoslowakei, durch den Ersten Wiener Schiedsspruch kam die Stadt von 1938 bis 1945 kurzzeitig wieder zu Ungarn.
1943 wurden die seit 1863 getrennt verwalteten Orte Malý Diosek (deutsch Deutsch-Diosek, ungarisch Németdiószeg) und Veľký Diosek (deutsch Ungarisch-Diosek, ungarisch Magyardiószeg) wieder vereinigt.
Der 1985 eingemeindete Ort Malá Mača ist seit dem 6. Dezember 2002 wieder eigenständig.

## Bevölkerung
| Jahr:                | 1994. | 2004.   | 2014.   | 2024.   |
| -------------------- | ----- | ------- | ------- | ------- |
| Anzahl der Personen: | 5962  | 5654    | 5348    | 5386    |
| Unterschied:         |       | -5,16 % | -5,41 % | +0,71 % |

| Jahr:                | 2023. | 2024.   |
| -------------------- | ----- | ------- |
| Anzahl der Personen: | 5411  | 5386    |
| Unterschied:         |       | -0,46 % |

Nach der Volkszählung 2011 wohnten in Sládkovičovo 5479 Einwohner, davon 3524 Slowaken, 1737 Magyaren, 51 Roma, 20 Tschechen, je zwei Juden und Ukrainer und je ein Deutscher, Mährer, Pole und Serbe; 21 Einwohner waren anderer Ethnie. 118 Einwohner machten keine Angabe. 3180 Einwohner bekannten sich zur römisch-katholischen Kirche, 345 Einwohner zur evangelischen Kirche A. B., 99 Einwohner zur evangelisch-methodistischen Kirche, 43 Einwohner zur evangelistischen Kirche, 36 Einwohner zur griechisch-katholischen Kirche, 30 Einwohner zur reformierten Kirche und weitere. 1095 Einwohner waren konfessionslos und bei 566 Einwohnern ist die Konfession nicht ermittelt.
Ergebnisse nach der Volkszählung 2001 (6078 Einwohner):
| Nach Ethnie: - 59,46 % Slowaken - 38,50 % Magyaren - 0,95 % Roma - 0,53 % Tschechen | Nach Konfession: - 66,78 % römisch-katholisch - 18,02 % konfessionslos - 9,62 % evangelisch - 1,92 % keine Angabe - 0,86 % andere - 0,38 % griechisch-katholisch |

## Persönlichkeiten
- Oszkár Abay-Nemes (1913–1959), Schwimmer